# Kumbang Waido
Kumbang Waido is een bestuurslaag in het regentschap Pidie van de provincie Atjeh, Indonesië. Kumbang Waido telt 222 inwoners (volkstelling 2010).